# Мельник Устина Іванівна
Устина Іванівна Мельник (? — 12 вересня 1948, тепер Народицький район Житомирської області) — українська радянська діячка, ланкова колгоспу «Бойовик» Народицького району Житомирської області. Депутат Верховної Ради СРСР 2-го скликання.

## Життєпис
Народилася в селянській родині. До 1941 року працювала в колгоспі.
З 1944 по 1948 рік — ланкова колгоспу «Бойовик» Народицького району Житомирської області.